# Nils Holmgren

Svenska expeditionen 1904-1905 i gränstrakten mellan Peru och Bolivia. Erland Nordenskiöld och Nils Holmgren syns på första raden.

Nils Frithiof Holmgren, född den 28 september 1877 Stockholm, död den 7 september 1954, var en svensk zoolog och jämförande anatom. Han var från 1921 professor i zoologi vid Stockholms högskola.
Holmgren blev filosofie doktor och docent vid Stockholms högskola 1907, prosektor 1912 och professor i zoologi 1921. I sina tidigare skrifter behandlade han insekters, särskilt termiters biologi, systematik och anatomi, såsom i Studien über südamerikanische Termiten (1906) och Termitenstudien (1909-12). I senare arbeten fokuserde han på hjärnans byggnad hos såväl hos maskar och leddjur samt hos ryggradsdjur, såsom i Vergleichende Anatomie des Gehirns (1916), Zur Anatomie des Gehirns von Myxine (1919), Zur Anatomie und Histologie des Vorder- und Zwischenhirns der Knochenfiske (1920), Points of view concerning forebrain morphology in lower vertebrates (1922), tillsammans med C. J van der Horst Contribution to the morphology of the brain i Ceratodus (1925), Points of view concerning forebrain morphology in higher vertebrates (1925), genom vilka arbeten Holmgren dokumenterade sig som en av de främsta kännarna av särskilt de lägre ryggradsdjurens centrala nervsystem. Hans senare betydelsefulla arbeten inriktade sig på utredandet av broskskellet hos lägre ryggradsdjur. Holmgren, som 1904-05 företog en forskningsresa till Bolivia och Peru, var från 1920 utgivare av tidskriften Acta Zoologica. Holmgren invaldes som ledamot av Kungliga Vetenskapsakademien 1928.
Holmgren var son till professor Hjalmar Holmgren och bror till Erik och Anders Holmgren. Han var sedan 1906 gift med Karin Fjällbäck-Holmgren. De var föräldrar till Pia Hård af Segerstad.